# چارترد بانک هند، استرالیا و چین
چارترد بانک هند، استرالیا و چین (انگلیسی: Chartered Bank of India, Australia and China) شرکت خدمات مالی و بانکداری بریتانیایی است، که در سال ۱۸۵۳ توسط استاندارد بنک تأسیس شد.